# Halhul
Halhul (àrab: حلحول, Ḥalḥūl) és una ciutat palestina de la governació d'Hebron, a Cisjordània, situada a 5 quilòmetres al nord d'Hebron. Segons l'Oficina Central Palestina d'Estadístiques tenia 29.222 habitants el 2016. Limita amb Sa'ir i Ash-Shuyukh a l'est, Beit Ummar i el camp de refugiats d'Al-Arroub al nord, i Kharas i Nuba a l'oest, està ubicada a 916 metres del nivell de mar, la que l'aconverteix en la zona habitada més alta de Palestina.
D'acord amb les tradicions medievals jueves, cristianes i musulmanes, les tombes dels profetes bíblics Gad i Natan es troben a Halhul. Una altra tradició musulmana situa la tomba de Jonàs a la ciutat. Les tombes, prèviament descrites en la llista de Llocs Sagrats sota control israelià, es troba ara sota control de l'Autoritat Nacional Palestina.
L'assentament israelià de Karmei Tzur està situat als afores de Halhul. La ciutat està envoltada d'antigues coves usades per a enterraments.

## Geografia
Halhul està construïda sobre la muntanya Nabi Yunis, el cim més alt de Cisjordània amb 1,030 metres per sobre del nivell de mar. La ciutat té una extensió de 37,335 dúnams (3,7335 hectàrees).
La meitat de la població es dedica a l'agricultura en 10,000 dels 19,000 dúnams de terra fèrtil que envolten la ciutat, sent el tomàquet i la carabassa els seus principals cultius. Uns 8,000 dúnams romanen sense conrear a causa de la confiscació de terres i la construcció d'assentaments per part d'Israel, així com per sequeres o per absència d'inversions. Gairebé 2,000 dúnams estan dedicats al cultiu de olivares. La cria de bestiar i l'apicultura també suposen un important element en l'economia local. Halhul està germanada amb la ciutat francesa de Hennebont, situada a la Bretanya.

## Història

### Antiguitat
El nom àrab conserva el topònim bíblic per al lloc, Alula (en hebreu חַלְחוּל; en grec antic Αἰλουά o Άλοόλ; en llatí Alula) que es creu que reflecteix una paraula cananea que significa «tremolar (de fred).» Segons la Bíblia, Halhul era una ciutat al territori de la tribu de Judà, situada en un pujol proper a Beth-zur. L'expert bíblic Edward Robinson va identificar la ciutat moderna amb la Halhul esmentada al Llibre de Josuè. John Kitto va advertir que el nom modern és idèntic al nom hebreu que apareix en la Bíblia i, per tant, «el nom ha romàs sense variacions durant més de 3,300 anys.»
Les excavacions arqueològiques a Burj as-Surhan han revelat les restes d'una antiga ciutat-fortalesa de mitjan l'edat de bronze, possiblement relacionada amb els hicsos. La ciutat va ser arrasada per una incursió egípcia al segle xvii aC i va quedar en ruïnes durant més de 300 anys. A principis de l'edat de ferro, al segle xi aC., la ciutat va ser repoblada per israelites.
La tradició bíblica explica que Roboam va fortificar la ciutat. Al voltant de l'any 1000 aC. la ciutat va ser abandonada i es va repoblar lentament fins que, prop del 650 aC., ja era una ciutat bulliciosa. Halhul va ser destruïda, juntament amb Jerusalem i el Temple de Salomó, per Nabucodonosor II durant la seva invasió del Regne de Judà en 587 a. de C. La ciutat torna a aparèixer en les cròniques d'algunes batalles entre l'Imperi Selèucida i el Egipte Ptolemaic. Va ser fortificada per Judes Macabeu després de la seva victòria en la propera batalla de Beth Zur.
A la fi del període del Segon Temple, Halhul (grec: Alurus) i els seus voltants es consideraven part d'Idumea, possiblement pels seus habitants edomites, els qui es van convertir al judaisme de la mà de Joan Hircà I. Durant la primera guerra judeoromana, la ciutat es va convertir en un punt de trobada per a les diferents faccions jueves. Durant la revolta de Bar Kokhebà les defenses de la ciutat es van fortificar.
Una quantitat considerable de ceràmica ha estat desenterrada amb inscripcions en hebreu antic, la majoria d'elles amb l'expressió "al rei" i el nom d'alguna ubicació propera. També s'han trobat algunes rosteixes amb noms jueus inscrits en grec que daten del període hel·lenístic.
S'han excavat fonaments de cases romanes i musulmanes que es trobaven profundament ocults sota capes més antigues. També s'han trobat restes d'edificis amb sòls de mosaic i inscripcions en grec en el lloc (anomenat 'Aqd al-Qin) d'una església anterior. A més, s'ha trobat ceràmica d'època romana d'Orient a la zona.

### Edat mitjana

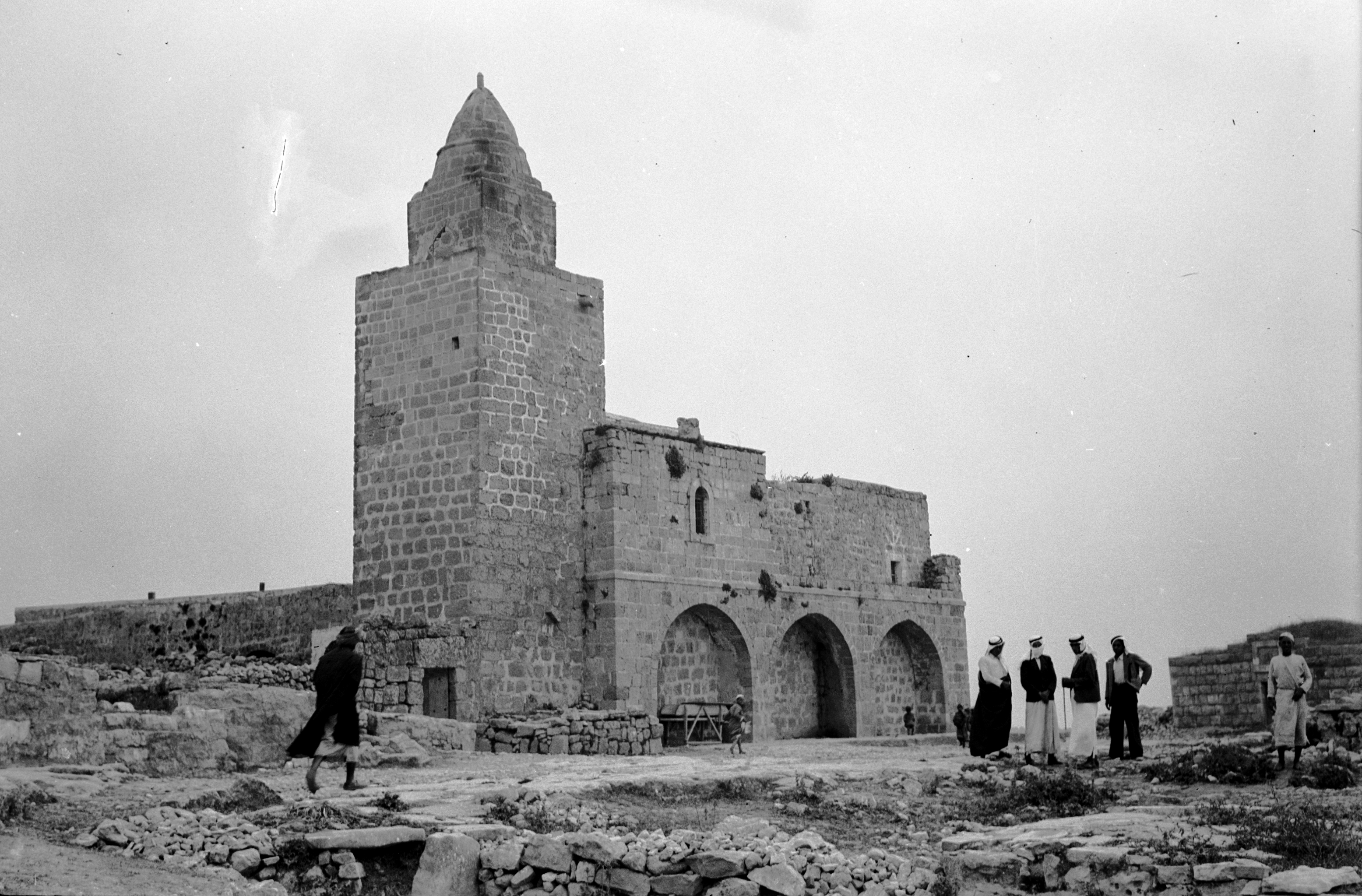
Neby Yunis, 1940

El cronista Ali d'Herat va deixar per escrit en 1173 que, encara que Halhul era part del regne croat de Jerusalem, s'hi trobava la tomba de Yunis ibn Matta (Jonàs, fill d'Amittai). En l'època aiúbida, en 1226, es va construir una mesquita amb minaret a la ciutat. El geògraf àrab Yaqut al-Hamawí va visitar Halhul aquest mateix any, anotant que es trobava entre Hebron i Jerusalem i que s'hi trobava la tomba de Jonàs.

### Època Otomana
En 1517, els otomans van incorporar el poble de Halhul al seu imperi juntament amb la resta de Palestina i, en 1596, apareixia en els registres d'impostos otomans com una nàhiya o subdistricte de Halil, al liwà o districte d'al-Quds. Tenia una població de 92 llars musulmanes i pagava imposats sobre blat, ordi, vinyers i arbres fruiters, alguns ingressos ocasionals, cabres i/o ruscs.

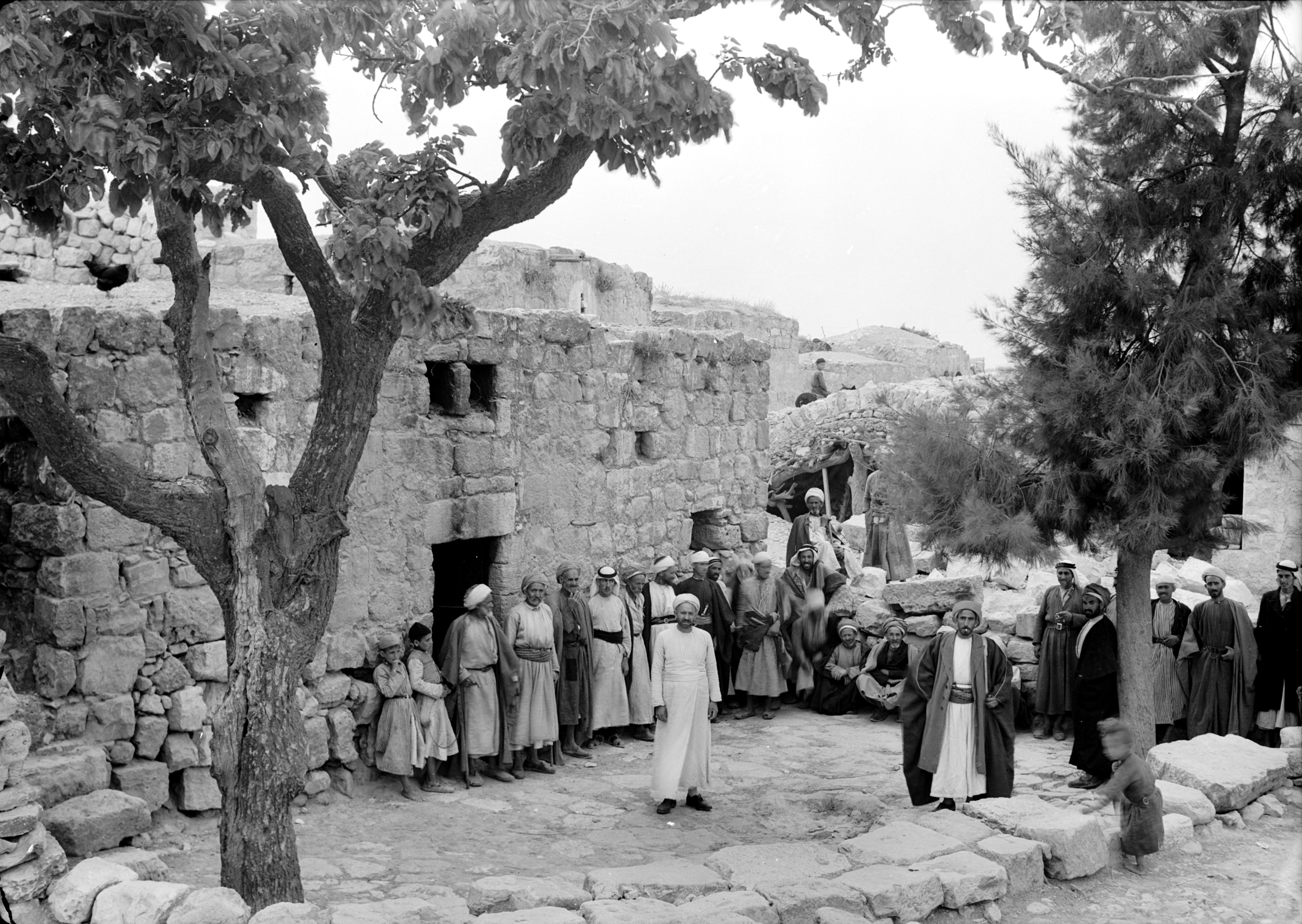
Habitants de Halhul, 1940

John Wilson la va descriure en 1847 com un lloc de pelegrinatge jueu. Edward Robinson va visitar Halhul en 1852, descrivint el seu entorn com a "auster", amb nombrosos camps, vinyers, bestiar i cabres. Va informar que es tractava de la «capital del seu districte» i que la vella mesquita es trobava en lamentables condicions, així com que tenia un minaret alt des del qual podien veure's molts altres pobles.
L'explorador francès Victor Guérin va visitar el poble en 1863, anotant que tenia aproximadament 700 habitants. Va esmentar també tombes excavades en les roques que dataven del període jueu, una deu anomenada Ain Ayoub (la deu de Job) en el costat sud del pujol que aportava aigua als vilatans; i una mesquita anomenada Djama'un Nebi Yunis (mesquita del profeta Jonàs), construïda amb pedra antiga i a la qual els estrangers tenien prohibit l'accés.
En 1883, el Fons per a l'Exploració de Palestina va descriure Halhul en el seu Survey of Western Palestine com un gran llogaret de pedra sobre un pujol, amb dues deus i un pou. La mesquita apareix descrita com un edifici «modern.»
Onze mesquites esquitxen actualment la ciutat i els seus voltants: la mesquita de Nabi Yunis, la mesquita de Maqam Sahabi Abdullah bin Masood, la mesquita Omary, la mesquita Al Therwa, la mesquita Al Rebaat, la mesquita Dherr Ektat, la mesquita de Salah Al Dean Al Ayyubi, la mesquita Al Hwawer, la mesquita Al Huda, la mesquita Al Faroouk i la mesquita Al Nuor.

### Mandat Britànic de Palestina

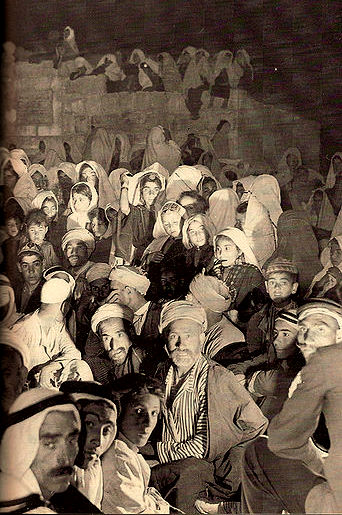
Vilatans esperant per veure una pel·lícula a l'aire lliure, 1940

En el cens de Palestina de 1922, dut a terme per les autoritats del Mandat Britànic, Halhul tenia 1.927 habitants, tots ells musulmans. La seva població havia crescut en el cens de 1931, any en el qual Halhul, juntament amb les veïnes Kh. Haska, Kh. en Nuqta, Kh. Beit Khiran, Kh. Baqqar i Kh. ez Zarqa, tenia 2.523 persones que vivien en 487 cases. A excepció d'una dona cristiana, la població era encara enterament musulmana.
El juliol del 1939, durant la Rebel·lió Àrab, Halhul va ser escenari d'una atrocitat comesa pel Regiment de la Guàrdia Negra britànic. En un intent de forçar els vilatans a lliurar-los les armes que sospitaven que tenien, van tancar tots els homes del poble en una gàbia d'almabre a plena llum del sol i sense amb prou feines aigua. Segons l'oficial britànic Keith-Roach, després d'obtenir el permís, els oficials
| « | … van ordenar que se'ls mantingués allí [en una gàbia descoberta] i els van donar mitjana pinta d'aigua al dia. Jo vaig veure l'ordre original. Les temperatures eren molt altes perquè era estiu. Segons els estàndards del Cos de Doctors de l'Exèrcit Indi, el mínim d'aigua que un home ha d'ingerir al dia exposat a semblant calor és de quatre pintes. Després de 48 hores de tancament la majoria dels homes estaven molt malalts i onze d'ells, ancians i afeblits, havien mort. Se'm va ordenar que no admetés cap recerca civil. Al final, l'Alt Comissionat, MacMichael, va decidir que havíem de pagar-los una compensació i el meu assistent i jo valorem el dany amb la major quantia permesa per la llei, i paguem més de tres mil lliures a les famílies que havien perdut a algun dels seus membres. | » |

Alguns testimonis van esmentar una segona gàbia, encara que unes versions parlaven d'una gàbia per a dones i unes altres d'una gàbia 'bona' amb quantitats adequades d'aigua per a aquells que cooperaven. Un home al que la set va empènyer a mentir dient que havia amagat una arma en un pou va ser executat en no poder recuperar-la.
En el cens de 1945, la població de Halhul era de 3,380 musulmans que posseïen 37,334 dúnams (3,7334 hectàrees) de terra segons una enquesta oficial de terra i població. D'aquestes, 5.529 dúnams era per a plantacions i terra irrigable, 13.656 per a cereals i 165 dúnams eren considerats sòl urbà.

### Època contemporània
En 1949, en finalitzar la guerra araboisraeliana de 1948 i després dels acords d'armistici de 1949, Halhul i la resta de Cisjordània van quedar sota control jordà. Al juny de 1967, després de la Guerra dels Sis Dies, Israel va capturar i va ocupar tant Halhul com la resta de la Cisjordània.
El març de 1979, dos joves palestins que havien llançat pedres a un autobús de colons jueus van ser assassinats a trets per aquests. En resposta a les seves morts, l'exèrcit israelià va decretar un toc de queda de 16 dies a la ciutat. Un projecte de venda majorista de fruita i verdura dissenyat per dinamitzar l'economia de la ciutat també va ser cancel·lat per les autoritats israelianes. Uns mesos després, a conseqüència de les acusacions d'alguns colons que els havien llançat pedres, tots els habitants de la ciutat -incloses dones i nens- van ser obligats a passar una plujosa i freda nit al carrer per a una "interrogació".
Halhul es troba a l'Àrea A dels territoris palestins, aquella que segons els Acords d'Oslo queda sota completa jurisdicció palestina. Des de setembre de l'any 2000, Israel ha confiscat uns 1,500 dúnams (150 hectàrees) de terra del municipi de Halhul.
El 30 de setembre de l'any 2000, forces israelianes van ferir a un jove de 21 anys resident en Halhul, Muhammad Yunes Mahmoud 'Ayash a-Z'amreh, mentre es trobava a Beit Ummar. Va morir de les seves ferides quatre dies més tard, el 3 d'octubre del 2000. El 22 d'octubre del 2000, les forces de seguretat israelianes van abatre a tirs al jove palestí de 25 anys Na'el 'Ali Zama'arah, resident a Halhul, durant un enfrontament que va tenir lloc després d'un funeral.
El 12 de febrer de 2002, dins de la política de assassinats selectius, helicòpters de combat israelians van bombardejar la casa d'Ahmed 'Abdul 'Aziz Zama'ra a Halhul. L'operació també va destruir una comissaria, diverses cases, i una tenda de maquinària que suposadament fabricava armes per a militants palestins. Un jove palestí de 22 anys provinent de Gaza, Tareq al-Hindawi, va ser abatut durant l'operació.
L'11 de febrer de 2002, un membre de la Guàrdia de Seguretat Palestina va ser assassinat i dues altres palestins van ser ferits durant una operació de l'exèrcit israelià que va penetrar en Halhul per detenir al dirigent del Gihad Islàmic palestí Jneid Murad, juntament amb Khaled Zabarah, sospitós d'estar implicat en casos de contraban i trets.
El 14 de maig de 2002, una unitat especial israeliana va entrar en Halhul i va assetjar les oficines del Servei General d'Intel·ligència Palestí, abatent dos policies de la seva llista, el Tinent Coronel Khaled Abu al-Khiran i el Tinent Ahmed 'Abdul 'Aziz Zama'ra, mentre intentaven escapar. Un portaveu de l'exèrcit israelià va afirmar que tots dos estaven en recerca i captura per atacs sobre israelians a la zona d'Hebron, i se'ls havia disparat perquè es van negar a detenir-se. Segons fonts palestines, tots dos havien estat l'objectiu d'anteriors intents israelians per matar-los, un d'ells un atac amb míssils a la seva oficina. L'exèrcit israelià també va detenir Jamal Hasan Abu Ra'sbeh, membre de la Força 17 (un comando especial del grup Fatah) i de la guàrdia personal de Yasser Arafat.
L'agost de 2003, la policia israeliana va descobrir un gran taller per fabricar permisos de conduir i targetes d'identitat israelianes falses. Segons un informe de la Universitat de Tel-Aviv de juny de 2005, una cèl·lula terrorista jueva composta per quatre membres, dirigida per un important membre de la Lliga de Defensa Jueva i que presumptament va assassinar uns deu palestins, va cremar completament la casa de l'alcalde de Halhul. Ningú va resultar ferit en aquell incident.
El 24 de març de 2007, les autoritats israelianes van derrocar una casa construïda en Halhul sense permís israelià. L'apel·lació del cas va aconseguir el Tribunal Suprem d'Israel, que va confirmar el veredicte. Una sèrie de manifestacions van tenir lloc com a protesta.
El 22 de juny de 2007, un habitant de Halhul, Shadi Rajeh 'Abdallah al-Mtur, va morir d'un tret després de no obeir l'ordre de detenir-se en el seu camí cap a una tenda de comestibles contigua a un lloc de control. No portava la seva targeta d'identitat.
El 6 d'octubre de 2011, dos homes de Halhul van ser detinguts amb el càrrec d'assassinat per la mort d'Asher i Yonatan Palmer arran d'un incident de llançament de pedres prop de l'assentament israelià de Kiryat Arba dues setmanes abans.
Al desembre de 2011, el Programa de les Nacions Unides per al Desenvolupament (PNUD) va decidir ajudar en la construcció d'un centre de salut mental a Halhul.
El 20 de novembre de 2012, soldats israelians van disparar a un habitant de Halhul, Hamdi Muhammad Jawad Musa al-Fallah, per apuntar-los amb un fes làser durant un enfrontament entre els soldats i palestins locals prop del pont Halhul-Hebron en la Carretera 35.

## Persones destacades
- Ali Abu Awwad, activista i pacifista.